# Frank Vogel (Regisseur)
Frank Vogel (* 30. Dezember 1929 in Limbach; † 16. Januar 1999 in Berlin) war ein deutscher Filmregisseur und Drehbuchautor.

## Leben und Wirken
Von 1949 bis 1951 studierte Frank Vogel Germanistik, Journalismus sowie Geschichte unter anderem bei Ernst Bloch und Hans Mayer. Im Jahr 1952 ging er für vier Jahre nach Moskau, um dort an der Filmhochschule zu studieren. Bereits während des Studiums begann er als Assistent für den Regisseur Konrad Wolf zu arbeiten und war unter anderem an dem Film Genesung (1956) beteiligt. Er gab 1958 sein Debüt als Filmregisseur mit dem Film Klotz am Bein, einer DEFA-Produktion.
In dem DEFA-Spielfilm Das siebente Jahr verarbeitete der Regisseur auch persönliche Erfahrungen. Der Film erzählt die Geschichte einer Ehekrise, eine Herzchirurgin und ein Schauspieler versuchen, Beruf und Familie zu vereinbaren.

„Der Film gilt vielen Kritikern als das beste Werk des Regisseurs: es gerinnt zu einem konfliktreichen Psychogramm von Menschen, deren Wunsch es ist, sich in der Gesellschaft zu verwirklichen, die aber dabei häufig an eigene oder soziale Grenzen stoßen.“

Sein Spielfilm Denk bloß nicht, ich heule wurde 1965 in der damaligen DDR verboten und erst ab 1990 aufgeführt. Der Film gehört damit zu den sogenannten „Kellerfilmen“ oder „Verbotsfilmen“, welche im Zuge des XI. Plenums des ZK der SED 1965 verboten wurden.
Frank Vogel heiratete 1952 Ilse Schönholz; 1959 wurde der gemeinsame Sohn Jan geboren. Ilse Vogel studierte wie ihr Ehemann ab 1952 in Moskau. Sie arbeitete später als Herzchirurgin in der Charité. Vogel war in zweiter Ehe bis zu seinem Tod mit der Schauspielerin Iris Bohnau verheiratet. Aus der Ehe ging eine Tochter hervor.

## Filmografie (Auswahl)
- 1958: Klotz am Bein
- 1959: Die Entscheidung des Dr. Ahrendt
- 1961: Der Mann mit dem Objektiv
- 1962: … und deine Liebe auch
- 1963: Julia lebt
- 1965/1990: Denk bloß nicht, ich heule
- 1967: Geschichten jener Nacht (Episode 3: 'Materna')
- 1969: Das siebente Jahr
- 1972: Der Mann und das Mädchen (Fernsehfilm)
- 1974: Johannes Kepler
- 1976: Eine Handvoll Hoffnung
- 1985: Die Gänse von Bützow